# Alan Kasbekowitsch Gogajew
Alan Kasbekowitsch Gogajew (russisch Алан Казбекович Гогаев; * 8. März 1990 in Digora, Nordossetien-Alanien) ist ein russischer Ringer. Er wurde 2010 Vize-Weltmeister im freien Stil im Leichtgewicht.

## Werdegang
Alan Gogajew ist ein junger russischer Ringer ossetischer Herkunft, der noch am Beginn seiner Laufbahn steht. Er gehört dem Trade Union Sport Club Wladikawkas an und bevorzugt den freien Stil. Zum Ringen kam er als Jugendlicher im Jahre 2000.
Im Jahre 2010 wurde er russischer Meister im Leichtgewicht vor Azamat Bulatow und dem erfahrenen Irbek Walentinowitsch Farnijew. Er nahm danach an der Junioren-Weltmeisterschaft in Budapest teil und gewann dort mit fünf Siegen in überlegenem Stil den Weltmeister-Titel. Im Finale besiegte er dabei den Japaner Kotaro Tanaka. Im gleichen Jahr wurde er dann auch schon bei der Weltmeisterschaft der Senioren in Moskau im Leichtgewicht eingesetzt. Er besiegte dort u. a. im Halbfinale den Kubaner Geandry Garzón Caballero, unterlag aber im Finale dem Inder Sushil Kumar mit 0:2 Runden und 1:3 techn. Punkten. Er wurde damit Vize-Weltmeister.
Nach zwei weniger guten Ergebnissen bei Welt-Cup-Turnieren siegte Alan Gogajew im Januar beim wichtigen Golden-Grand-Prix in Krasnojarsk. Er wurde daraufhin auch bei der Europameisterschaft 2012 in Belgrad eingesetzt, wo er sich mit fünf Siegen erstmals den Europameistertitel im Leichtgewicht holte. Im Finale bezwang er dabei den Bulgaren Leonid Basan. Er kam dann auch bei den Olympischen Spielen 2012 in London zum Einsatz. Er verlor dort aber gleich seinen ersten Kampf gegen Selimchan Jusupow aus Tadschikistan, womit er ausschied und nur den 16. Platz belegte.

## Internationale Erfolge
| Jahr | Platz | Wettbewerb                       | Gewichtsklasse | Ergebnis |
| ---- | ----- | -------------------------------- | -------------- | --- |
| 2010 | 1.    | Junioren-WM in Budapest          | Leicht         | mit Siegen über Zsombor Gulyas, Ungarn, Rarveen Rana, Indien, Dawit Tlaschadse, Georgien, Mohammad Yousefi Kamangar, Iran und Kotaro Tanaka (Ringer), Japan                                         |
| 2010 | 2.    | WM in Moskau                     | Leicht         | mit Siegen über Yoan Blanco Reinoso, Haislan Barcia Veranes, Kanada, Juri Poliak, Israel, Kim Dae-sung, Südkorea und Geandry Garzón Caballero, Kuba und einer Niederlage gegen Sushil Kumar, Indien |
| 2011 | 7.    | Welt-Cup in Machatschkala        | Leicht         | nach Siegen über Semjon Radulow, Ukraine und Nikolai Kurtew, Bulgarien und einer Niederlage gegen Chani Moustafa Hossein, Iran                                                                      |
| 2011 | 12.   | Golden-Grand-Prix in Baku        | Leicht         | Sieger: Jabrail Hasanow, Aserbaidschan vor Schalwa Musiaschwili Abajewi, Georgien |
| 2012 | 1.    | Golden-Grand-Prix in Krasnojarsk | Leicht         | vor Chetik Zabolow, Soslan Ramonow und Alam Batirow, alle Russland |
| 2012 | 1.    | EM in Belgrad                    | Leicht         | nach Siegen über Adam Blok, Polen, Jakup Gor, Türkei, Dejan Mitrow, Mazedonien, Dawit Safarjan, Armenien und Leonid Basan, Bulgarien                                                                |
| 2012 | 16.   | OS in London                     | Leicht         | nach einer Niederlage gegen Selimchan Jusupow, Tadschikistan |

## Russische Meisterschaften
| Jahr | Platz | Gewichtskl. | Ergebnis                                              |
| ---- | ----- | ----------- | ----------------------------------------------------- |
| 2010 | 1.    | Leicht      | vor Azamat Bulatow und Irbek Walentinowitsch Farnijew |
| 2012 | 1.    | Leicht      | vor Adam Batirow und Mulid Lampeschew                 |

Erläuterungen
- alle Wettbewerbe im freien Stil
- OS = Olympische Sommerspiele, WM = Weltmeisterschaft
- Leichtgewicht ist Gewichtsklasse bis 66 kg Körpergewicht